# Tafelente

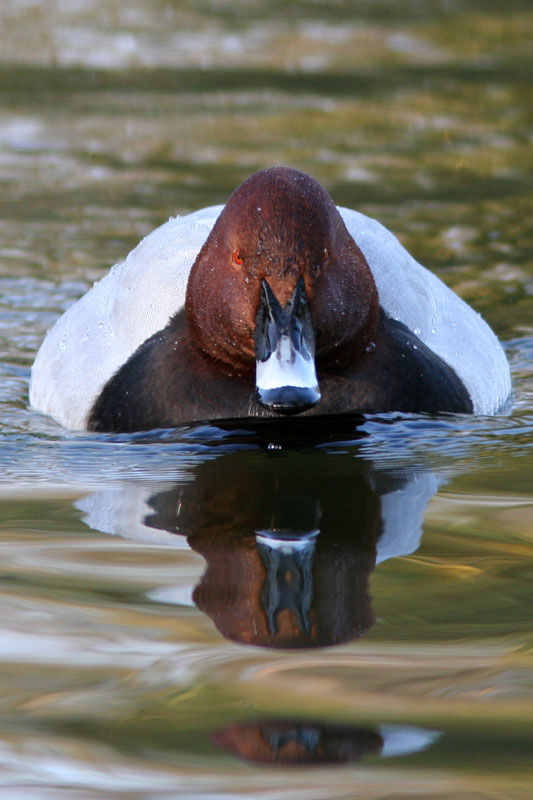
Erpel der Tafelente, Vorderansicht

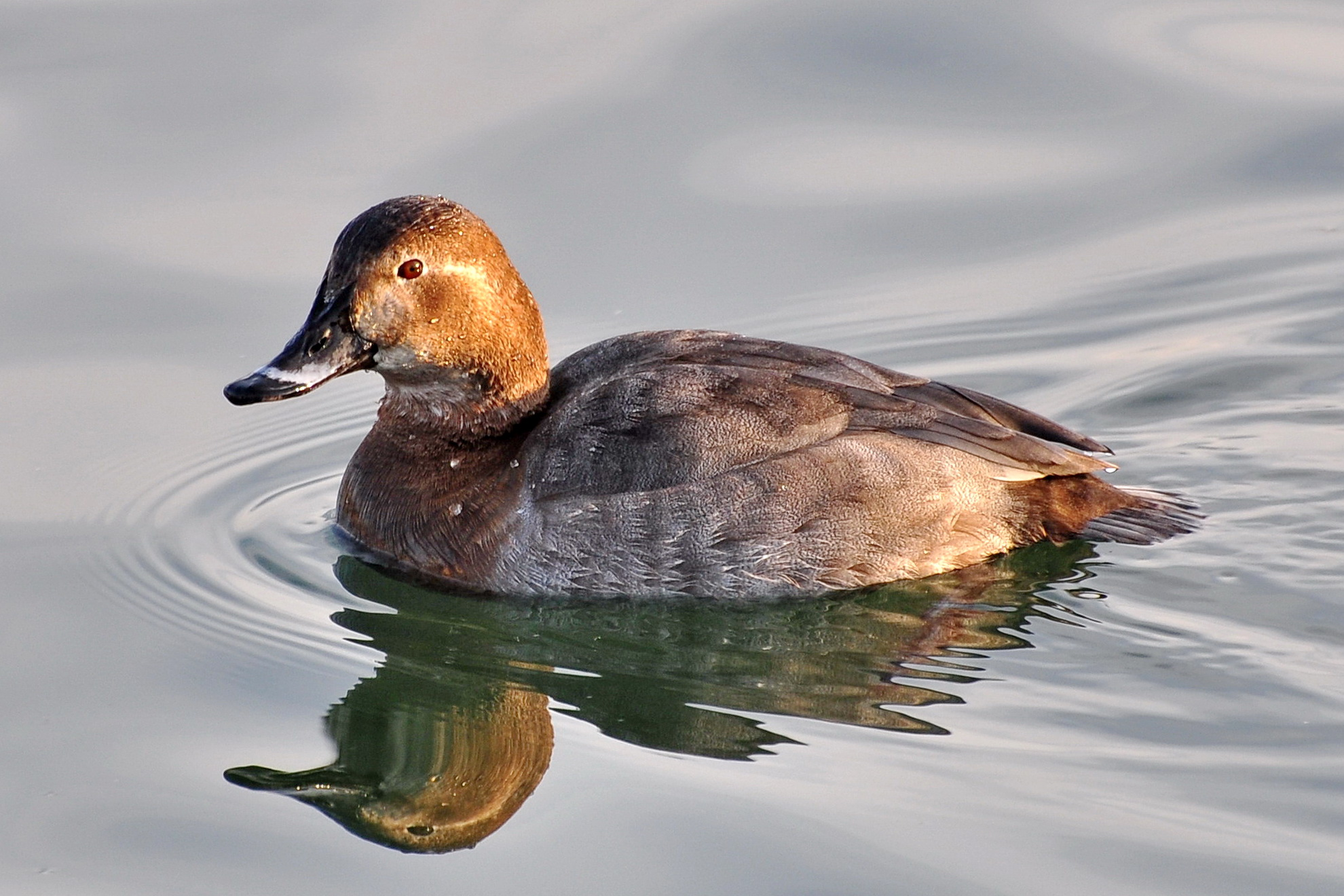
Weibliche Tafelente

Die Tafelente (Aythya ferina) ist eine Vogelart aus der Familie der Entenvögel (Anatidae) und gehört hier zur Unterfamilie Anatinae. Es handelt sich um eine kräftig gebaute Tauchente, die etwas kleiner als eine Stockente ist. Die Tafelente ist hauptsächlich ein Brutvogel der gemäßigten Klimazone der Paläarktis. So ist sie in weiten Teilen Mitteleuropas ein Brut- und Jahresvogel. Sie brütet jedoch auch im mediterranen Bereich sowie an den salzigen und brackigen Gewässern in Steppen- und Wüstenzonen.
Die in der deutschen Sprache übliche Bezeichnung Tafelente ist ein Hinweis auf das als schmackhaft angesehene Fleisch dieses Entenvogels. Der von Carl von Linné gewählte wissenschaftliche Begriff deutet gleichfalls darauf hin: Der lateinische Begriff ferina, der in der Gattung Aythya die Tafelente bezeichnet, steht übersetzt für Wildbret.

## Aussehen

### Erscheinungsbild ausgewachsener Tafelenten
Als typische Tauchente ist die Tafelente mittelgroß, hat einen kurzen Schwanz und im hinteren Körperdrittel ansetzende, kräftige Beine. Beim Schwimmen liegt die Art tief im Wasser. Im Prachtgefieder zeigt das Männchen einen kastanienbraunen Kopf und Hals, eine schwarze Brust, einen hellgrau befiederten Rumpf und einen schwarz befiederten Steiß. Die schwarze Färbung des Schnabels wird von einer graublauen Querbinde unterbrochen. Die Iris ist dunkelrot gefärbt. Das Schlichtkleid ähnelt dem Prachtkleid, jedoch ist das schwarze Gefieder an Brust und Steiß durch ein verwaschenes Grau ersetzt.
Die weiblichen Tafelenten sind deutlich unscheinbarer als die Männchen gefärbt, ihr Kopf ist das ganze Jahr über graubraun gefärbt, hinter dem Auge und am Schnabelansatz befinden sich helle, in Einzelfällen fast weiß gefärbte Partien. Die Region unter dem Auge ist im Gegensatz dazu etwas dunkler befiedert. Die Färbung der Brust ist dunkelgrau oder hellbraun, insgesamt kann sich die Farbintensität von einem Individuum zum anderen stark unterscheiden. Der Rumpf der Weibchen ist wie beim Männchen hellgrau gefärbt, wirkt jedoch durch eingestreute hellbraune Federn stets etwas schmutzig. Dunkelgrau setzt sich der Steiß ab. Im Winter weist auch der Schnabel der weiblichen Tafelente eine graublaue Binde auf, diese kann jedoch fehlen. Zur Brutzeit ist der Schnabel stets gänzlich schwarz gefärbt. Die Iris ist braun. Das Schlichtkleid der Weibchen unterscheidet sich vom Prachtkleid nur dadurch, dass Brust und Steiß etwas brauner befiedert sind als im Prachtgefieder.

### Erscheinungsbild der Küken und Jungvögel
Das Dunenkleid der Tafelentenküken ist auf der Oberseite braun mit einem leichten grünlichen Anflug. Sie ähneln den Küken der Kolbenente, sind aber auf der Stirn und am Scheitel brauner und haben eine hellere, rahmgelbe Unterseite. Kopfseiten, Vorderhals und Brust sind ebenfalls rahmgelb. Im Gesicht verläuft ein undeutlicher, nur diffus abgegrenzter hellbrauner Augenstreif, der unter dem Auge beginnt. Tafelentenküken haben außerdem eine grünlichgelbe Flügelbinde sowie grünlichgelbe Flecken an den Rücken- und Bürzelseiten. Die Iris ist blau.
Bei frisch geschlüpften Dunenküken ist der Oberschnabel zunächst dunkel blaugrau. Der Nagel ist rötlichbraun. Der Unterschnabel ist fleischfarben bis hellbräunlich. Die Beine, Zehen und Schwimmhäute sind schwärzlich, wobei die Seiten von Beinen und Zehen ins Olivgraue aufgehellt sind.
Jungvögel ähneln den Weibchen, weisen jedoch statt eines grauen einen braunen Rumpf auf und wirken dadurch deutlich einfarbiger und insgesamt brauner gefärbt. Zudem fehlt die helle Befiederung am Kopf. Die anfänglich dunkelgelbe Iris färbt sich nach etwa zwei Monaten in die Farbe des jeweiligen Geschlechts um.

### Verwechslungsmöglichkeiten
Die Tafelente ist eng verwandt mit der nordamerikanischen Riesentafelente und der ebenfalls in Nordamerika beheimateten Rotkopfente und ähnelt diesen beiden Arten sehr. Der Kopf der Riesentafelente wirkt im Profil jedoch deutlich keilförmiger als bei der Tafelente. Wesentliches Unterscheidungsmerkmal zu diesen beiden Arten ist vor allem die Schnabelfärbung. Bei der Riesentafelente ist der Schnabel durchgängig dunkelgrau. Der Rotkopfente fehlt die dunkle Schnabelbasis, wie sie für die Tafelente charakteristisch ist.

## Stimme
Die Stimme der Tafelente ist nur wenig auffällig. Während der Balzzeit lässt das Männchen ein leises, verhaltenes und summend wirkendes uiij-kijauh hören. Es wirft während des Rufens den Kopf zurück. Das Weibchen ruft dagegen gi-gek-gek. Bei Reihflügen, wenn mehrere Männchen hinter einem Weibchen herfliegen, hört man auch ein kärr von der Ente.
Beim Fliegen ist ein Fluggeräusch zu hören.

## Verbreitung

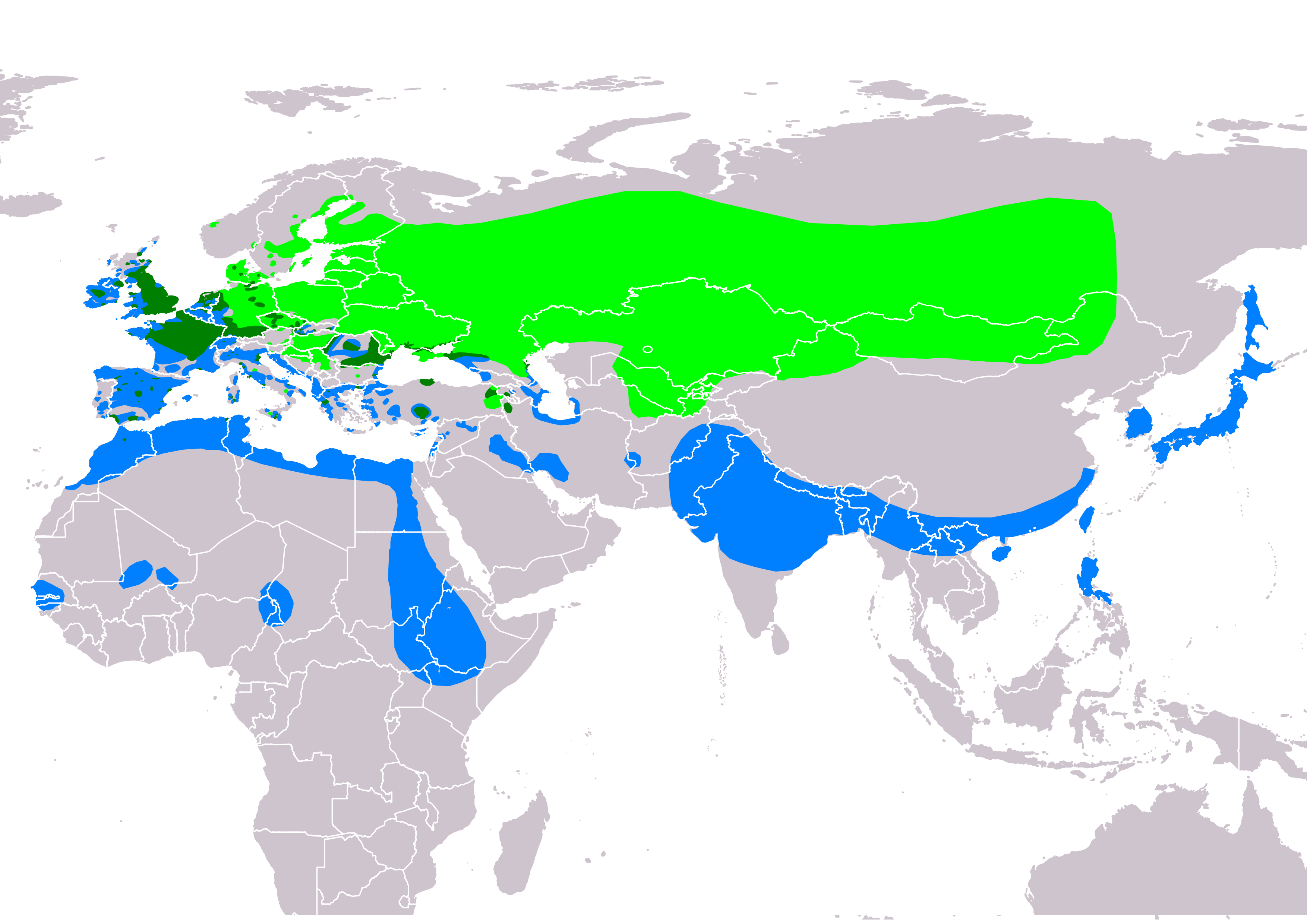
Verbreitungsgebiete der Tafelente
(grün = Brutgebiete, dunkelgrün = ganzjähriges Vorkommen, blau = Überwinterungsgebiete)

Die Tafelente besiedelt den gesamten europäischen Kontinent, das südliche Skandinavien und die britischen Inseln, punktuell die nordafrikanische Mittelmeerküste sowie Asien bis zum Baikalsee. Hauptzentren des europäischen Brutgebiets sind Belgien, die Niederlande, Teile von Nord- und Ostfrankreich sowie Mittel- und Osteuropa. Vor allem im westlichen Frankreich, in Spanien und Portugal sowie im nördlichen Afrika ist sie jedoch selten und in der Regel nur als Wintergast anzutreffen. Die Nordgrenze der europäischen Verbreitung verläuft längs des Bottnischen Meerbusens durch die Mitte Finnlands und Kareliens. In den letzten Jahrzehnten hat die Art ihr Verbreitungsgebiet nach Westen und Norden ausgedehnt. So wurde Südschweden erst in den 1920er- und 1930er-Jahren besiedelt. Seit 1954 brütet die Art auch vereinzelt auf Island. Auch die Besiedlung von Teilen Frankreichs hat erst in den letzten Jahrzehnten stattgefunden.

## Lebensraum
Als Habitat werden große und flache, stark bewachsene Binnengewässer von der Tafelente bevorzugt, jedoch werden auch flache Küstenzonen und Binnenmeere wie die Ostsee besiedelt. Wichtiges Merkmal von Brutarealen ist ein nicht zu schmaler Schilfgürtel um das Gewässer oder eine oder mehrere mit dichter Vegetation bestandene Inseln. Brütet sie an großen Gewässern, bevorzugt die Tafelente Stillwasserbuchten, Flachwasserabschnitte und Lagunen. In Ungarn brütet sie auch an den Natronseen. In Mittelasien ist sie Brutvogel der brackigen und salzigen Steppenseen.
Vor allem Tafelenten aus dem nördlichen Verbreitungsgebiet ziehen im Winterhalbjahr nach Süden, um den strengen Wintern auszuweichen. Sie sammeln sich in oft großer Zahl auf großen, eisfreien Seen, um dort zu überwintern. In West- und Südeuropa sind Tafelenten überwiegend Standvögel. Sie zeigen eine Streuungswanderung, so dass sich die Winterquartiere von West- und Südeuropa bis nach Nordafrika erstrecken. In Mitteleuropa überwintert sie besonders im Süden und Südwesten. Sie ist außerdem als Überwinterungsvogel im Südwesten der Ostsee und an der Atlantikküste Norwegens sowie im Schwarzmeergebiet und in Vorder- und Südasien zu beobachten. Einzelne und kleinere Trupps dringen bis in den Süden der Sahara vor und überwintern beispielsweise in der Sahelzone vom Senegal bis Äthiopien sowie gelegentlich in Gambia, Uganda und Tansania.
Tafelenten sind häufig mit Reiherenten vergesellschaftet. Die beiden Entenarten stehen in keinem Konkurrenzverhältnis miteinander, da Tafelenten sich hauptsächlich pflanzlich ernähren, während Reiherenten überwiegend tierische Kost zu sich nehmen. Die Tafelente wendet auch nur etwa 30 Prozent ihrer Zeit für die Nahrungssuche auf und frisst überwiegend nachts. Die Reiherente dagegen sucht ihr Futter bei Tageslicht und wendet erheblich mehr Zeit als die Tafelente dafür auf.

## Brutverhalten

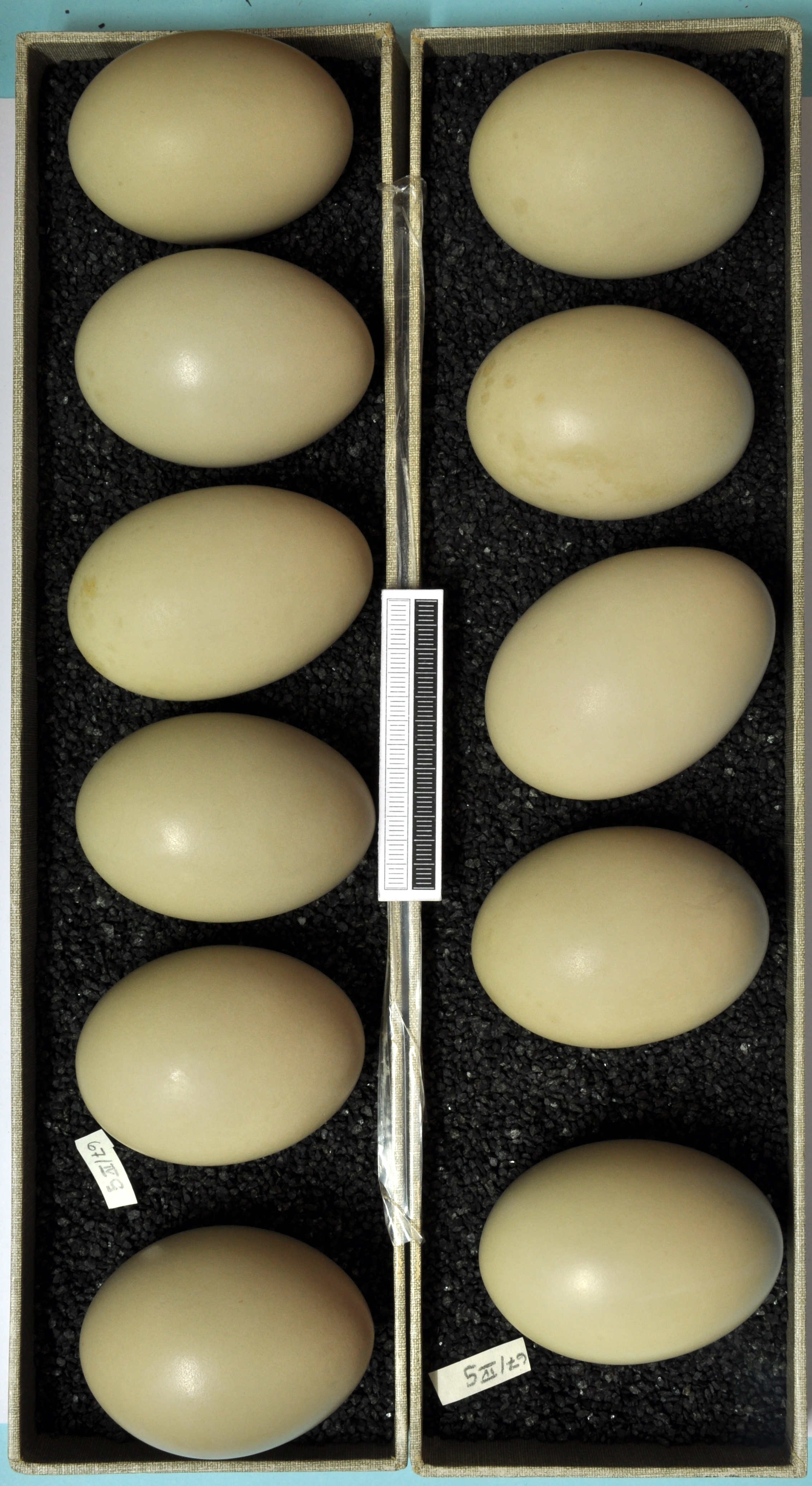
Eier (Sammlung Museum Wiesbaden)

Tafelenten erreichen ihre Geschlechtsreife bereits im ersten Lebensjahr. In den überwiegenden Fällen brüten sie jedoch erstmals in ihrem dritten Lebensjahr. Sie gehen eine monogame Saisonehe ein.
Einzelne Erpel zeigen bereits während des Winters Balzbewegungen. Erst mit Ausgang des Winters setzt die Balz jedoch voll ein und erreicht ihren Höhepunkt zu Beginn des Märzes, wenn die Enten in ihren Brutarealen eingetroffen sind. Zur Balz der Tafelente gehört ein umfangreiches Repertoire an Balzbewegungen und -posen, die sowohl in einer Gesellschaftsbalz als auch paarweise gezeigt werden. Die Paarbindung findet erst im Verlauf des Frühjahrs statt. Sie besteht jedoch nur bis zu Beginn der Brutperiode. Sobald das Weibchen fest brütet, verlässt das Männchen das Weibchen.
Der Nistplatzstandort wird durch das Weibchen ausgesucht. Das Nest wird vom Weibchen entweder unmittelbar am Wasser in der Ufervegetation errichtet oder findet sich gut versteckt auf im Brutgewässer befindlichen Inseln. Nur selten werden Nester auch in Baumhöhlen und weiter entfernt vom Ufer angelegt. Die sechs bis neun Eier werden in der Regel in den Monaten Mai und Juni in das aus Wasserpflanzen, kleinen Ästen und trockenem Gras bestehende Nest gelegt, welches mit Daunenfedern ausgepolstert wird. Die Brut wird vom Weibchen übernommen, das Männchen, welches mit mehreren Weibchen verpaart sein kann, bleibt jedoch immer in der Nähe und schlägt bei Gefahr Alarm. Nach etwa 25 Tagen schlüpfen die sofort tauchfähigen Küken, welche nach etwa 10 Wochen fliegen können.
Der älteste Ringvogel wurde in Großbritannien gefunden und wies ein Lebensalter von 22 Jahren und drei Monaten auf.

## Nahrung
Ihre Nahrung sucht sich die Tafelente tauchend oder wie Schwimmenten gründelnd. Die Nahrung besteht sowohl aus Teilen von Röhricht und Wasserpflanzen als auch aus Kleintieren wie Krebstieren, Insekten, aber auch Amphibien und – weit seltener – kleinen Fischen. Eine große Rolle spielen am Boden der Gewässer lebende Muscheln und Ringelwürmer, Tubificiden sowie Zuckmückenlarven. Das Nahrungsspektrum ist damit sehr groß. Es dominiert grundsätzlich der tierische Anteil. In Abhängigkeit von jahreszeitlichen und örtlichen Gegebenheiten kann jedoch auch der pflanzliche Nahrungsanteil sehr hoch sein. Die Anzahl der Tauchgänge, mit der die Nahrung aufgenommen wird, ist sehr unterschiedlich. Weibchen zeigen während der 60- bis 90-minütigen Brutpause eine sehr intensive Nahrungssuche und tauchen in dieser Zeit zwischen 200 und 300 Mal.
In ihrem Nahrungsspektrum erweist sich die Tafelente als sehr anpassungsfähig. In den Teichgebieten der Lausitz frisst sie beispielsweise bevorzugt die energiereichen Pellets, die eigentlich der Fütterung der Karpfen dienen sollen.

## Bestand und Bestandsentwicklung
Der europäische Bestand beträgt zwischen 210.000 und 440.000 Brutpaare, wobei fast 90 Prozent auf Osteuropa entfallen. In Mitteleuropa brüten etwa 41.000 bis 70.000 Tafelenten.
Zu einer beträchtlichen Arealausweitung kam es bei der Tafelente ab der Mitte des 19. Jahrhunderts. Tafelenten siedelten sich anfangs vor allem im Ostseeraum und in Skandinavien an, später besiedelten sie auch Mittel- und Westeuropa. Die Ursachen dieser Arealausweitung waren Eutrophierung von Gewässern mit einem dadurch gestiegenen Nahrungsangebot, mildere Winter und Schaffung neuer Gewässer durch Fischteiche, Stau- und Baggerseen. Mehrere weitere Arealausweitungen im 20. Jahrhundert führten zu einer Ausbreitung auch in den Niederlanden und Belgien. In Nordrhein-Westfalen brüteten Tafelenten erstmals 1933, in der Schweiz 1950 und in Österreich zu Beginn der 1950er Jahre. Am Neusiedler See siedelten sich Tafelenten ab 1957 an. Am Bodensee waren die ersten Brutvögel 1960 zu beobachten. Auf Island brüteten sie erstmals 1964 und in Norwegen gehören sie seit 1976 zum Brutvogelbestand.
Für den Zeitraum 1998 bis 2002 waren in Österreich etwa 200 bis 300 Brutpaare feststellbar. In der Schweiz ist die Art dagegen nach wie vor selten, dort brüten nur zwischen zwei und zehn Paaren. Deutschland weist zwischen 4.500 und 7.500 Brutpaare auf. Der mitteleuropäische Verbreitungsschwerpunkt ist Polen mit einem Brutvogelbestand von 20.000 bis 30.000 Paaren. Seit den 1980er Jahren kommt es zu einem starken Rückgang der Bestände in vielen Ländern, wobei insbesondere die großen Bestände in Tschechien, Polen, Finnland und im europäischen Russland betroffen sind. In Österreich nahm der Bestand um zwei Drittel ab. Die Art wird aktuell in Europa und weltweit als gefährdet eingestuft. Der Rückgang hat verschiedene Gründe wie Intensivierung der Bewirtschaftung von Fischteichen, Überdüngung der Gewässer, Zerstörung von Brutgebieten, Zunahme der Prädation durch Mink, Waschbär und Marderhund und Verlust saisonal wasserführender Teiche durch Klimawandel. Entscheidend für die Tafelente ist der Erhalt und Management ihrer Brutgewässer. Ein Forschungsteam, das im Auftrag der britischen Umweltbehörde und der RSPB die zukünftige Verbreitungsentwicklung von europäischen Brutvögeln auf Basis von Klimamodellen untersuchte, geht allerdings davon aus, dass es bei der Tafelente bis zum Ende des 21. Jahrhunderts zu einem weiträumigen Verschwinden in West- und Mitteleuropa kommen wird. Das Verbreitungsgebiet wird sich nach dieser Prognose infolge der Klimaerwärmung deutlich verkleinern und nach Nordosten verschieben. Weite Teile des heutigen Verbreitungsgebietes in West-, Süd- und Mitteleuropa bieten dieser Art nach diesen Prognosen keine geeigneten Lebensräume mehr.

## Trivia
In der finnischen Armee wurden die im Fortsetzungskrieg 1941–1944 von der Roten Armee eroberten T-34-Panzer der ersten Version mit 76-mm-Kanone wegen ihres Aussehens von vorn als (Tafel-)Ente (finnisch sotka) bezeichnet. Siehe anschaulich hierzu oben das Bild des schwimmenden Erpels in Vorderansicht.

## Belege